# Lechriodus aganoposis
Lechriodus aganoposis   es una especie de anfibio anuro de la familia Limnodynastidae. Es endémica del centro y este de Nueva Guinea, donde se encuentra tanto en territorio de Indonesia como de Papúa Nueva Guinea. Es una rana terrestre que habita en selvas tropicales de montaña entre los 1000 y los 2000 metros de altitud. Se reproduce en charcas temporales. No se encuentra amenazada de extinción.